# پی زد ال.۲۶
پی زد ال. ۲۶ (به انگلیسی: PZL.26) یک هواگرد از نوع ورزشی ساخت شرکت PZL است. هواگرد پی زد ال. ۲۶ نخستین پروازش را در ۱۹۳۴ میلادی انجام داد. این هواگرد در سال ۱۹۳۴ میلادی رسماً معرفی گردید و در سال‌های ۱۹۳۴ تولید شده‌است. در مجموع، تعداد ۵ فروند از این هواگرد ساخته شده‌است.